# محمد جمال عمرو
«محمد جمال» عايش عبد الفتاح عمرو (ولد 19 أبريل 1959 م)، أديب أردني، ولد في عمان وترعرع فيها، درس الهندسة المعمارية في كلية عمان للمهن الهندسية عام 1981 رغم ميوله الأدبية، وهو عضو رابطة الكتاب الأردنيين واتحاد الكتاب العرب، وعضو الرابطة الوطنية لتربية وتعليم الأطفال، ورابطة الأدب الإسلامي العالمية، وجمعية المكتبات الأردنية. متخصص في أدب الأطفال، من ألقابه شاعر الطفولة وأمير شعراء الطفولة.
وللباحث والناقد الأدبي الدكتور إبراهيم الكوفحي كتاب "شعر محمد جمال عَمرو للأطفال: محاور المضمون وظواهر التشكيل الفني"، نشر عام 2013.

## سيرته
- العمل الحالي:
- مدرب فريق زها الإذاعي والتلفزيوني، مركز زها الثقافي منذ 2014[4]
- رئيس المدربين في مركز زها الثقافي منذ 2019
- عضو هيئة تحرير – مجلة عرفان اليوم- تونس (2019)
- العنوان البريدي: ص.ب (927057) الرمز البريدي (11190) عمان ـ الأردن.
- المؤهل العلمي: هندسة معمارية، كلية عمان للمهن الهندسية، عمان، الأردن، سنة 1981.
- المؤهلات العملية السابقة:- مدير تحرير مجلة حكيم للأطفال – الأردن (2018)
- - رئيس تحرير مجلة وسام للأطفال- وزارة الثقافة، الأردن (2016- 2017).
- - مستشار فني، دار الإتقان - ناشرون وموزعون، عمان، الأردن (2011-2013).
- - رئيس قسم منشورات الأطفال – مديرية ثقافة الطفل - وزارة الثقافة (2006- 2008).
- - مدير تحرير مجلة براعم عمان ـ أمانة عمان الكبرى، عمان، الأردن (2000 ـ 2006).
- - عضو هيئة تحرير، مجلة فنون، وزارة الثقافة، عمان (2006 – 2009)، (2010).
- - مستشارفني، مركز الأفق لمعالجة المعلومات المرئية، عمان، الأردن (2000-2001).
- - رئيس تحرير مجلة فراس ـ مؤسسة آلاء للإنتاج الفني ـ لندن، بريطانيا (1991-1996).
- - رئيس تحرير مجلة أروى للأطفال ـ الاتحاد الثقافي ـ باريس، فرنسا (1983-1987).
- - مدير عام ومالك دار يمان للنشر والتوزيع ـ عمان، الأردن (1991-1996).
- - مدير النشر في دار البشير للنشر والتوزيع ـ عمان، الأردن (1987-1991)، (1996-2002).

### من النتاج العلمي
زاد انتاجه من الكتب المطبوعة على 250 كتابا

#### الكتب
1. نسعى إلى مستقبل: ديوان شعر للأطفال، الهيئة المصرية العامة للكتاب، القاهرة، 1990.
2. حكايات من بلادي 1/4: (الشتاء والصيف، حماة.. وكنة، زينب اليتيمة، الصديق الوفي)، (مشترك)، دار يمان للنشر والتوزيع، عمان، الأردن، ط1، 1991.
3. حكايات العم حكيم 1/2: (النسر الطماع، رأس الأفعى)، دار يمان للنشر والتوزيع + دار المنهل للنشر والتوزيع، عمان، الأردن، ط1، 1993 .
4. أحلى الأنغام: مجموعة شعرية للأطفال، توزيع: معهد اللغات الحديث، أبو ظبي، دولة الإمارات العربية المتحدة، ط1، 1995 .
5. حكايات صفراء للفتيان 1/7: (الكلب الجوري والجندي الذكي، عاقبة الصابرين، مكافأة من فيل، زرياب يستغيث، الطريق إلى تُستَر، الحجلة الشاهدة، الجمل الهارب)، المؤتمن للنشر والتوزيع، الرياض، السعودية، (ط1، 1979-1999).
6. يحكى أني، مجموعة شعرية للأطفال، توزيع دار البشير، عمان، الأردن، (ط1،1997)، المؤلف، (ط2، 2003).
7. الطيران حلم يتحقق، مؤسسة بيت الأفكار الدولية، السعودية، ط1، 1998 .
8. سلسلة قصة وتلوين 1/4: (أمنية سعيد، أفكار هبة، دعاء سلوى، أحلام ريان)، هيئة الأعمال الخيرية، عجمان، دولة الإمارات العربية المتحدة، (ط1، 1998).
9. الثلاثة الشجعان: أشعب ونجيب ويمان 1/7: (مكة المكرمة، جدة عروس البحر، قاهرة المعز، أخفض بقعة في العالم، دمشق الفيحاء، إستانبول، لصوص المخطوطات في طشقند)، مؤسسة بيت الأفكار الدولية، السعودية، (ط1، 1999).
10. حادث على الطريق: مسرحية للأطفال، توزيع: دار البشير، عمان، الأردن، مؤسسة الرسالة، بيروت، (ط1، 2000).
11. أنا أحب مهنتي1/12: (الطبيب، المهندس، المعلم، المزارع، الطيار، السائق، القبطان البحري، النجار، الممرضة، ساعي البريد، الشرطي، رجل الإطفاء)، توزيع: الدار المتحدة، دمشق، سوريا + مؤسسة الرسالة، بيروت، لبنان، (ط1، 2000).
12. نسيمات الطفولة، مجموعة شعرية فائزة بجائزة الشيخة ميرا بنت هزاع بن زايد آل نهيان الدورة السادسة 2001، الهيئة العليا لجوائز مسابقات أنجال الشيخ هزاع بن زايد لثقافة الطفل العربي، أبو ظبي، دولة الإمارات العربية،(ط1، 2001).
13. حكايات سَمُّون ونحوف1/8 : (أحلام سمون، الكرة الملونة، السباق الكبير، من الأجمل؟، أين أنت؟، أنا وضدي، الشكل الناقص، أسرة سمون)، توزيع: دار المنهل للنشر والتوزيع، عمان، الأردن، (ط1، 2003).
14. نادي القراءة 1/3: (أحلام المدينة، نزهة سلوى، الذئب الصغير)، توزيع: دار المنهل، عمان، الأردن، (ط1، 2004).
15. همس البلابل، مجموعة شعرية للأطفال، منشورات وزارة الثقافة، عمان، الأردن، (ط1، 2005).
16. عمان ياحبيبتي، أمانة عمان، عمان، الأردن (ط1، 2006).
17. نبع الحنان، مجموعة شعرية للأطفال، توزيع : دار المنهل للنشر والتوزيع، عمان، الأردن،(ط1، 2007).
18. طه الحبيب، مجموعة شعرية للأطفال، توزيع: دار المنهل للنشر والتوزيع، عمان، الأردن، (ط1، 2007).
19. غيث السماء، مجموعة شعرية للأطفال، توزيع: دار المنهل للنشر والتوزيع، عمان، الأردن،(ط1، 2007).
20. شامة، قصة توعية صحية للأطفال، وزارة الثقافة، عمان، الأردن، (ط1، 2007).
21. نزهة سلوى، مكتبة الأسرة، وزارة الثقافة، عمان، الأردن،(طبعة خاصة 2007).
22. رياض الصادقين،(قصة وشعر ومسرح)، مكتبة الملك عبد العزيز العامة، الرياض، السعودية،(ط1، 2008).
23. مدينة الأطفال، قصة حول حقوق الطفل، المركز الوطني لحقوق الإنسان، عمان، الأردن،(ط1، 2010).
24. سرّ الطائرة الورقية، قصة حول المناطق الحضرية في عمان، معهد عمان للتنمية الحضرية، عمّان، (ط1، 2010).
25. القرد وغشّاش اللبن، مكتبة الملك عبد العزيز العامة، الرياض، السعودية،(ط1،2011).

```
أعمال منشورة لدى دار إتقان – ناشرون، عمان، الأردن
```

1. سلسلة أبطال من الإسلام: طارق بن زياد، سعد بن أبي وقاص، النعمان بن مقرن.
2. سلسلة إتقان لتعليم اللغة العربية لغير الناطقين بها: نهوى السفر، نبني الوطن، سامي والوقت، حمار ذكي، ثلاثة ألوان.
3. سلسلة العشرة المبشرين بالجنة: قصيدة الشارة، طلحة بن عبيد الله، سعيدبن زيد.
4. سلسلة حكايات عمو خالد- طيور الجنة: مدرسة الأصدقاء، رحلة إلى الشاطئ، الورقة الضائعة.
5. سلسلة مدن فلسطينية صامدة: الخليل مدينة أبي الأنبياء، القدس حاضنة الأقصى، قصيدة غزة أم الشهداء.

```
سلسلة نبي الرحمة:
```

1. الأرواح جنود، سلسلة نبي الرحمة، دار الإتقان- ناشرون وموزعون، عمان، الأردن، (ط1، 2011).
2. الدين يسر، سلسلة نبي الرحمة، دار الإتقان- ناشرون وموزعون، عمان، الأردن،(ط1،2011).
3. في خرفة الجنة، سلسلة نبي الرحمة، دار الإتقان- ناشرون وموزعون، عمان، الأردن، (ط1، 2011).

```
قصص مشروع مؤسسة مناهج العالمية:(من السلسلة الفائزة بجائزة خليفة، الإمارات العربية المتحدة):
```

1. في ساحة المعركة، سلسلة القصص التربوية (2)، مؤسسة مناهج العالمية، الرياض، السعودية، (ط1، 2010).
2. مسابقات، سلسلة القصص التربوية (2)، مؤسسة مناهج العالمية، الرياض، السعودية، (ط1، 2010).
3. التحدي، سلسلة القصص التربوية (3)، مؤسسة مناهج العالمية، الرياض، السعودية، (ط1، 2010).
4. مصباح نور الدين، سلسلة القصص التربوية (3)، مؤسسة مناهج العالمية، الرياض، السعودية، (ط1، 2010).
5. لينا ميدس، سلسلة القصص التربوية (3)، مؤسسة مناهج العالمية، الرياض، السعودية،(ط1، 2010).
6. مجلة كراميش: ريم، رامي البطل، الشلة الخضراء.

```
سلسلة فلسطين والقدس أرض الأنبياء:
```

1. الطائر الأخضر (مجزرة الحرم الإبراهيمي)
2. سلطان فلسطين عبد الحميد الثاني.
3. صقر فلسطين كايد مفلح العبيدات.

```
سلسلة لبيك يا أقصى:
```

1. صلاح الدين محرر القدس، قصائد : الشارة، خيمة الصمود، عمر يفتح القدس
2. سلسلة ما أحلى الإسلام: قصائد: الله رازقنا، قطي نعسان، أنا أبتسم .
3. سلسلة نساء خالدات: قصيدة الشارة، أم عمارة، ذات النطاقين، مريم البتول.

#### تصميم وابتكار ألعاب كرتونية تربوية للأطفال منها
- رحلة عبر الأردن (بالاشتراك)، دار يمان، عمان، 1991.
- زها تحب القراءة، مركز زها الثقافي، عمان، 2007.
- زها مواطنة صالحة، مركز زها الثقافي، عمان، 2008 .

#### من البحوث والندوات والمؤتمرات والمحاضرات
1. ندوة إصدار مجلة للأطفال على مستوى الوطن العربي، المجلس الأعلى للثقافة، القاهرة، 15-17 نيسان 1987.
2. ندوة أطفالنا والتراث، المجلس الأعلى للثقافة، القاهرة، 24-26 أيار 1988. عنوان الورقة «كيفية الاستفادة من كتب التراث في الكتابة للأطفال».
3. محاضرة حول: «الأطفال والتراث»، مركز كندة الثقافي، عمان، الأردن، في 9/6/ 1988 .
4. ندوة حول: أدب الخيال العلمي وأثره في تكوين عقل الطفل العربي ـ المؤتمر الثامن عشر للاتحاد العام للأدباء والكتاب العرب، عمان، الأردن، في الفترة 13-15 كانون أول 1992 .عنوان الورقة المقدمة: «الإنتاج العربي في المجلات العربية للأطفال والعناية بالخيال العلمي».
5. ندوة ملحق براعم الرأي، واقع.. وتطلعات، فندق فيلادلفيا، عمان، الأردن، في 14/1/1995 .
6. محاضرة حول: «أدب الأطفال في الإسلام»، رابطة الأدب الإسلامي، عمان، الأردن، في 4/3/1999 .
7. ندوة حول: ثقافة الطفل العربي في عصر العولمة، أمانة عمان الكبرى، عمان، الأردن، في 13/9/2000. عنوان الورقة المقدمة: «ثقافة الطفل العربي في التراث العربي والإسلامي».
8. ورشة عمل للأطفال حول «طباعة ونشر مجلة براعم عمان»، اليونيسيف، عمان 16/6/2001 .
9. ندوة «مجلة براعم عمان في الميزان»، مركز زها الثقافي، عمان، الأردن، في 5/2/2001 .
10. ملتقى أدب ومسرح الطفل، ملتقيات عمان الإبداعية، على هامش فعاليات عمان عاصمة للثقافة العربية 2002، وزارة الثقافة، عمان، الأردن، في 12/9/2002 .عنوان الورقة: صحافة الأطفال في الأردن.
11. مؤتمرات جمعية المكتبات والمعلومات الأردنية: مؤتمر المكتبيين الأردنيين السادس / جامعة اليرموك 2007، مؤتمر مكتبات بلاد الشام / العقبة، 2008، مؤتمر المكتبيين الأردنيين السابع / السلط 2008 .
12. أمسية شعرية للأطفال في مركز زها الثقافي، على هامش المهرجان الأردني الثامن لأغنية الطفل العربي، بمشاركة د. نور الدين صمود من تونس، 9/10/2002، إدارة الأمسية والمشاركة فيها.
13. ورشـة صحفيـة إبداعيـة للأطفـال، دار زايـد للرّعاية، أبو ظبي، دولة الإمارات العربية، 25/7-5/8/2002 .
14. ندوة الأطفال والإنترنت، مركز زها الثقافي، عمان، 16/11/2003 .
15. اللقاء التثقيفي «نحو طفولة سعيدة وأسرة مزدهرة»، الجامعة الهاشمية، الزرقاء، الأردن، 23/11/2004، ورقة حول مشروعات الطفولة في مركز زها.
16. المؤتمر الإقليمي حول عمالة الأطفال، CRS، القاهرة، 11-13/7/2005، إلقاء كلمة الجهات الحكومية.
17. محاضرة حول «صحافة الطفل في الأردن»، الدورة التدريبيـة، المركـز الأردني للتدريب الإعلامي، عمان، 22/9/2005 .
18. بحث: «أضواء على صحافة الأطفال في الأردن»، المجلة الثقافية، الجامعة الأردنيـة، العددان 64، 65 أيلول 2005 .
19. مقابلة تلفزيونية حول إنتاجي للأطفال، قناة المجد الفضائية، عمان، 17/9/2005.
20. مقابلة صحفية على هامش إعلان فوزي بجائزة الملك عبد الله الثاني للإبداع، الصحفي هشام عودة، صحيفة الدستور، عمان، الأردن، 18/9/2014 .

#### الإبداع
من الإبداع الفني والمسرحي:
1. مسرحية الجرذان، عمان 75/1976، كتابة دور الراوي شعراً.
2. ‌	مسرحية أوليفر تويست، باللغة الإنجليزية، عمان 1976، أداء دور تمثيلي.
3. ‌	مسرحية مزرعة الأصدقاء، مسرح دائرة الثقافة، عمان 1978، أداء دور تمثيلي.
4. مسرحية الثعلب الصالح، مسرح دائرة الثقافة، عمان 1981، كتابة كلمات الأغنيات.
5. ‌	مسرحية عبير والساحرة، مسرح دائرة الثقافة، عمان 1982، كتابة كلمات الأغنيات.
6. ‌	مسرحية الدمى واللص، مسرح دائرة الثقافة، عمان 1982، كتابة كلمات الأغنيات.
7. ‌	مسرحية حادث على الطريق، مهرجان جرش، الأردن،2003.
8. ‌	مسرحية بترا والهدية العجيبة، إخراج، مركز الحسين الثقافي، عمان، الأردن،2007 .
9. ‌	مسرحية مايا وبئر الحكايا، إخراج، مركز الحسين الثقافي، عمان، الأردن،2008 .
10. ‌	أغنية البيئة، مهرجان اتحاد الإذاعات العربية، تونس، 199، كلمات الأغنية للإذاعة الأردنية (إخـراج: أ.نصر عناني).
11. ‌	مذكرات أسيد، مسلسل دمى متحركة تلفزيونية (26 حلقة × 30 دقيقة للحلقة)، مؤسسة آلاء للإنتاج، جدة، 1996، مشاركة في النصوص وتأليف كلمات الأغنيات والإشراف على الدوبلاج.
12. ‌	عرض ومناقشة فيلم كرتون: رحلة الخلود، مكتبة الأطفال في مؤسسة عبد الحميد شومان، عمان 12/4/1997 .
13. ‌	نشيـد المؤتمـر التمريضـي العالمي، الجامعة الأردنية، عمان 18-19/11/1997، تأليف«يا ملاك الرحمة».
14. ‌	استضافة في برنامج «بطاقة سفر» في الإذاعة الأردنية، 14/2/2001، (المذيع: أ. نصر عناني).
15. ‌	استضافة في برنامج «إبداعات شبابية»، الإذاعة الأردنية، 22/2/2001، (المذيعة: مها شاهين).
16. ‌	استضافـة في برنامـج «مسـاء الخير يـا أردن»، الإذاعة الأردنية، 19/3/2002، (المذيعة: لانا عطيات)، حول موضوع كتب الأطفال.
17. ‌	استضافة في برنامج «يوم جديد»، التلفزيون الأردني، أضواء على صحافة الأطفال في الأردن، 12/9/2002 .
18. ‌	استضافة في برنامج «مساء الخير»، الإذاعة الأردنية، 28/11/2002، من الساعة 9.30 ـ 11 ليلاً حول تجربتي في ثقافة الأطفال (المذيع: أ. عصام العمري).
19. ‌	حوار على الهواء، إذاعة MBC-FM، 10/1/2003، (المذيعة: حنان محمود)، حول مجلات الأطفال.
20. ‌	حوار على الهواء في برنامج كلام عائلات (أوراق عائلية) إذاعة MBC-FM حول صحافة الأطفال، 22/2/2003، (المذيعة: زينة رمضان).
21. ‌	حفل الحملة الوطنية لتشجيع القراءة، وإشهار كتاب: مختارات من أدب الطفل الأردني، مركز الحسين الثقافي، عمان، 9/3/2003، عرافة الحفل.
22. ‌	مسرحية «حادث على الطريق» مهرجان جرش للثقافة والفنون 22، إخراج أ. يوسف البري، عرضت على مسرح أرتيمس، جرش 8+9/8/2003 وعلى مسرح مركز الحسين الثقافي، عمان 11+12/8/2003، تأليف المسرحية والأغنيات.
23. ‌	استضافة في برنامج «ليالي المهرجان» تلفزيون مسقط، 25/1/2004، (المذيع: أ. خالد الزدجالي).
24. ‌	حوار على الهواء مع فضائية «الإخبارية» السعودية حول أدب الأطفال وأعمال الكاتبة ناهد الشوا، 5/5/2004، (المذيعة: سوسن عبد القادر).
25. ‌	المهرجان الأردني السابع لمسرح الطفل العربي، ورقة بعنوان: أثر التكنولوجيا على مسرح الطفل العربي، المركز الثقافي الملكي، 12/10/2004 .
26. ‌	مسلسل تلفزيوني «نور وهداية» (30 حلقة × 20 دقيقة للحلقة)، الشرق الأدنى للإنتاج الفني، إخراج : محمد عايش، كتابة المادة الدرامية.
27. ‌	كتابة كلمات أغنيات الشارة وأغنيات أعمال للأطفال منها:
28. (جارجانتوا، بيبي داينوز، جريني الرجل الأخضر الصغير، بروفيسور تومبسون، جحا وحكاياته المرحة، مذكرات أسيد، رحلة الخلود، فتح القسطنطينية، مسرور في جزيرة اللؤلؤ...).
29. ‌	المشاركة في السيناريو والإشراف الفني على أفلام كرتون ودمى متحركة، آلاء للإنتاج، جدة، السعودية، منها:
30. فتح القسطنطينيّة (110 دقائق)، 1995.
31. رحلة الخلود (85 دقيقة)، 1995.
32. مسرور في جزيرة اللؤلؤ (65 دقيقة)، 1996.
33. مذكرات أسيد ـ دمى متحركة (30 حلقة × 15 دقيقة)، 1996 .
34. ‌	المشاركـة في الإعـداد والإشـراف على برامـج حاسـوب، مركـز الأفق لمعالجة المعلومات المرئية، عمان، الأردن، منها:
35. مدينة القواعد، (2000)، الفيزياء، (2000)، زدني علماً، (2000).
36. وبرامج حاسوب، مؤسسة كمبيو إيج، أمريكا، منها: الطائرة.. كيف تعمل؟ 1997.
37. أحلى الأنغام (3 أجزاء) 1998 .

```
أنشطة إبداع الأدبي:
```

1. قراءات شعرية وقصصية للأطفال في مكتبة مؤسسة عبد الحميد شومان، منها: (18/6/1995+12/4/1997+22/9/1997).
2. ‌	قراءات شعرية وقصصية للأطفال في قاعة المدينة على هامش معرض عمان الدولي الثامن للكتاب 1/10/2000.
3. ‌	قراءات شعرية وقصصية، مدارس دار الأرقم، عمان، 24/4/2002 .
4. ‌	قراءات قصصية، مدرسة البكالوريا، عمان، 17/3/2003.
5. ‌	قراءات شعرية، مركز وحدائق الملكة رانيا، عمان، 24/5/2003 + 17/5/2004.
6. ‌	حوار مفتوح مع طلاب وطالبات مدارس الرضوان، ملتقى الرضوان الأدبي الأول، عمان، 11/5/2005.
7. ‌	قراءات شعرية وقصصية، الأسبوع الثقافي لمكتبة ومركز البشائر، أمانة عمان الكبرى، 25/7/2005.

نشر قصص وأشعار منها:
1. مجلات الأطفال (أروى ـ باريس، فراس ـ لندن، وسام ـ الأردن، سنابل ـ أمريكا، أسامة ـ اليمن، جندي المستقبل ـ الكويت، حاتم ـ الأردن، عالم الطفولة ـ اليونسيف...).
2. صحيفة الخليج، ملحق الصائم الصغير، (30 حلقة×نصف صفحة)، الشارقة، الإمارات العربية، رمضان 2000.
3. مجلة اليرموك، جامعة اليرموك، إربد، ملجق الطفل، 1986.
4. ملاحق الأطفال في الصحف اليومية والأسبوعية منذ عام 1990.

تحرير الكتب والإشراف على تنفيذها:
1. أوراق ملتقيات عمان الإبداعية، اللجنة الوطنية العليا لإعلان عمان عاصمة للثقافة 2002، وزارة الثقافة، عمان، 2002، وهي: الشعر في الأردن، القصة في الأردن، الرواية في الأردن، المسرح في الأردن، أدب ومسرح الطفل في الأردن، الموسيقى في الأردن، الفن التشكيلي في الأردن، الدراما الإذاعية والتلفزيونية في الأردن.
2. ‌	أدب الطفل في الأردن ـ مختارات، أمانة عمان الكبرى، عمان، 2002 .
3. ‌	من الأدب الخليجي ـ مختارات عربية، أمانة عمان الكبرى، عمان، 2002.
4. ‌	جولة بين الآثار 1/2، اللجنة الوطنية العليا لإعلان عمان عاصمة للثقافة 2002، عمان، 2002.
5. ‌	أحلى الحكايات، تأليف سليمان العيسى، دار وائل للنشر والتوزيع، عمان، 2003 .
6. ‌	عام على الرحيل ـ سنوية مؤنس الرزاز، وزارة الثقافة، عمان، 2004 .
7. ‌	هندسة الكلمات، مهندسون شعراء، اللجنة الثقافية في نقابة المهندسين الأردنيين، عمان، 2005 .
8. ‌	كتاب«التكنولوجيا في العرض المسرحي» منشورات مهرجان المسرح الأردني 14، وزارة الثقافة، عمان، (ط1– 2007).
9. ‌	كتيب مهرجان المسرح الأردني الخامس عشر، وزارة الثقافة، 2008 .
10. ‌	سلسلة حكايات ألف باء تاء1/14، تأليف: عبد الرزاق المطلبي، توزيع ط1: أ ب ت ناشرون، عمان، الأردن، 2008.

#### عضويةالجمعيات والفعاليات الثقافية
عضوية الجمعيات
1. عضو الاتحاد العام للكتاب والأدباء العرب.
2. عضو رابطة الكتاب الأردنيين.
3. عضو الرابطة الوطنية لتربية وتعليم الأطفال.
4. منسق معرض عمان الدولي الأول لكتب الأطفال 1997، عمان، دار البشير واتحاد الناشرين، نيسان 1997.
5. مدير العلاقات العامة والندوات، معرض عمان الدولي الأول للكتاب 1989، عمان، 1-10/3/ 1989 .
6. مدير العلاقات العامة، معرض عمان الدولي الثاني للكتاب 1990، تنظيم: دار البشير، عمان، 20/2-1/3/1990 .
7. عضو اللجنة التحضيرية، المهرجان الأردني الخامس لمسرح الطفل العربي 2002، عمان، 12-23/9/2002.
8. رئيس وفد أمانة عمان إلى مهرجان مسقط، سلطنة عُمان، 19/1-20/2/ 2004 .
9. مقرر لجنة إعداد مختارات (أدب الطفل الأردني)، أمانة عمان الكبرى، 2002.
10. عضو اللجنة التحضيرية لمهرجان المسرح الأردني الخامس عشر 2008.
11. سكرتارية جائزة نزال العرموطي للإبداع والدراسات العمانية / الدورة الأولى 2008.

عضوية لجان التحكيم
1. عضو لجنة تحكيم جائزة اتصالات لكتاب الطفل، الدورة الأولى، الشارقة، الإمارات، الدورة الأولى ،2009.
2. عضو لجنة تحكيم جائزة وزارة الإعلام لكتاب الطفل، الدورة الأولى، الرياض، السعودية ،2011.
3. عضو اللجنة التحضيرية لمسابقة الإنتاج الإبداعي للأطفال 1996، تنظمها: مؤسسة شومان بالتعاون معمؤسسة نور الحسين ومنظمة اليونيسيف، وعضو لجنة التحكيم فيها لعدة دورات .
4. عضو لجنة تحكيم مسابقة جمعية حماية الحيوان (SPANA)، 2009.
5. عضو لجنة تحكيم المسابقة الثقافية الأولى لكليات المجتمع، جامعة البلقاء التطبيقية، عمان، 7+8/8/2002.

الجوائز والتكريم
1. جائزة الشيخة ميرا بنت هزاع بن زايد آل نهيان، أبو ظبي، الإمارات، الدورة السادسة 2001، (جوائز مسابقات أنجال الشيخ هزاع بن زايد لثقافة الطفل العربي- حقل شعر الأطفال -المجموعة الشعرية: (نسيمات الطفولة: ديرتي).[5]
2. جائزة عبد الحميد شومان، عمان، الأردن، حقل شعر الطفل العربي، ديوان همس البلابل، 2007.
3. التكريم في مهرجان الأقصر الدولي للفنون التلقائية ومسرح الطفل 2014، الأقصر، مصر، 6-12/11/2014.
4. جائزة الملك عبد الله الثاني للإبداع، الدورة السابعة 2014، حقل الإبداع الأدبي، مجال أدب الأطفال، عن مجمل إنتاج الأديب، 1/12/2014 .
5. عشرات الدروع التكريمية والشهادات التقديرية من الهيئات والمؤسسات الثقافية العربية .